# ادام دیکن
ادام دیکن (انگلیسی: Adam Deacon؛ زادهٔ ۴ مارس ۱۹۸۳ (age 38)) بازیگر، بازیگر تلویزیون، و کارگردان فیلم اهل بریتانیا است. وی از سال ۱۹۹۵ میلادی تاکنون مشغول فعالیت بوده‌است.
از فیلم‌ها یا برنامه‌های تلویزیونی که وی در آن نقش داشته‌است می‌توان به طبیعت وحش، بزرگسال اشاره کرد.
همچنین برندهٔ جوایزی همچون جایزه ستاره نوظهور بفتا شده‌است.